# Isle-Saint-Georges
 Isle-Saint-Georges  es una población y comuna francesa, situada en la región de Aquitania, departamento de Gironda, en el distrito de Burdeos y cantón de La Brède.

## Demografía
| 368 | 442 | 501 | 510 | 541 | 522 |
| Para los censos de 1962 a 1999 la población legal corresponde a la población sin duplicidades (Fuente: INSEE [Consultar]) |     |     |     |     |     |